# امیلی مبرگ
امیلی مبرگ (انگلیسی: Emilie Moberg؛ زادهٔ ۱۲ ژوئیهٔ ۱۹۹۱) دوچرخه‌سوار اهل نروژ است.